# Kanuslalom-Europameisterschaften 2017
Die Kanuslalom-Europameisterschaften 2017 fanden in Tacen, Slowenien, unter der Leitung des Europäischen Kanuverbandes (ECA) statt. Es war die 18. Ausgabe des Wettbewerbs und sie fanden vom 31. bis zum 4. Juni 2017 im Tacen Whitewater Course statt.
Es war das zweite Mal, dass Kanuslalom-Europameisterschaften in Tacen stattfanden.

## Ergebnisse
Insgesamt wurden zehn Wettbewerbe austragen.

### Männer

#### Canadier
| Wettbewerb | Gold | Gold   | Silber | Silber | Bronze                                                                                          | Bronze |
| ---------- | --- | ------ | --- | ------ | ----------------------------------------------------------------------------------------------- | ------ |
| C1         | Alexander Slafkovský                                                                                    | 88,92  | Thomas Koechlin | 91,63  | Michal Martikán                                                                                 | 93,82  |
| C1 Team    | DeutschlandSideris Tasiadis Nico Bettge Franz Anton                                                     | 108,94 | SlowenienBenjamin Savšek Luka Božič Anže Berčič                                                                      | 111,13 | ItalienRaffaello Ivaldi Roberto Colazingari Stefano Cipressi                                    | 112,98 |
| C2         | FrankreichPierre Picco/Hugo Biso                                                                        | 98,22  | PolenAndrzej Brzeziński/Filip Brzeziński                                                                             | 99,09  | TschechienJonáš Kašpar/Marek Šindler                                                            | 99,20  |
| C2 Team    | FrankreichGauthier Klauss & Matthieu Péché Pierre Picco & Hugo Biso Nicolas Scianimanico & Hugo Cailhol | 120,44 | PolenMarcin Pochwała & Piotr Szczepański Andrzej Brzeziński & Filip Brzeziński Michał Wiercioch & Grzegorz Majerczak | 128,21 | TschechienOndřej Karlovský & Jakub Jáně Jonáš Kašpar & Marek Šindler Tomáš Koplík & Jakub Vrzáň | 132,23 |

#### Kajak
| Wettbewerb | Gold                                             | Gold   | Silber                                                  | Silber | Bronze                                              | Bronze |
| ---------- | ------------------------------------------------ | ------ | ------------------------------------------------------- | ------ | --------------------------------------------------- | ------ |
| K1         | Mateusz Polaczyk                                 | 83,06  | Dariusz Popiela                                         | 83,63  | Jiří Prskavec                                       | 84,03  |
| K1 Team    | TschechienJiří Prskavec Vít Přindiš Ondřej Tunka | 101,28 | FrankreichMathieu Biazizzo Sébastien Combot Boris Neveu | 101,73 | PolenMateusz Polaczyk Dariusz Popiela Michał Pasiut | 104,01 |

### Frauen

#### Canadier
| Wettbewerb | Gold                                                                 | Gold   | Silber                                                | Silber | Bronze                                              | Bronze |
| ---------- | -------------------------------------------------------------------- | ------ | ----------------------------------------------------- | ------ | --------------------------------------------------- | ------ |
| C1         | Kimberley Woods                                                      | 110,31 | Tereza Fišerová                                       | 112,90 | Nadine Weratschnig                                  | 116,19 |
| C1 Team    | Vereinigtes KönigreichMallory Franklin Kimberley Woods Eilidh Gibson | 153,24 | DeutschlandAndrea Herzog Lena Stöcklin Birgit Ohmayer | 157,32 | TschechienTereza Fišerová Monika Jančová Eva Říhová | 158,48 |

#### Kajak
| Wettbewerb | Gold                                         | Gold   | Silber                                                   | Silber | Bronze                                                   | Bronze |
| ---------- | -------------------------------------------- | ------ | -------------------------------------------------------- | ------ | -------------------------------------------------------- | ------ |
| K1         | Corinna Kuhnle                               | 95,37  | Stefanie Horn                                            | 96,38  | Marie-Zélia Lafont                                       | 96,94  |
| K1 Team    | SlowenienUrša Kragelj Eva Terčelj Ajda Novak | 122,60 | SpanienIrati Goikoetxea Maialen Chourraut Marta Martínez | 125,68 | FrankreichLucie Baudu Marie-Zélia Lafont Camille Prigent | 129,39 |

## Medaillenspiegel
| Platz  | Land                   | Gold | Silber | Bronze | Gesamt |
| ------ | ---------------------- | ---- | ------ | ------ | ------ |
| 1      | Frankreich             | 2    | 1      | 2      | 5      |
| 2      | Vereinigtes Königreich | 2    | 0      | 0      | 2      |
| 3      | Polen                  | 1    | 3      | 1      | 5      |
| 4      | Tschechien             | 1    | 1      | 4      | 6      |
| 5      | Deutschland            | 1    | 1      | 0      | 2      |
| 5      | Slowenien              | 1    | 1      | 0      | 2      |
| 7      | Österreich             | 1    | 0      | 1      | 2      |
| 7      | Slowakei               | 1    | 0      | 1      | 2      |
| 9      | Italien                | 0    | 1      | 1      | 2      |
| 10     | Spanien                | 0    | 1      | 0      | 1      |
| 10     | Schweiz                | 0    | 1      | 0      | 1      |
| Gesamt |                        | 10   | 10     | 10     | 30     |